# Gabriel Bragner
Gabriel Bragner, född 1699, död 26 juni 1751 i Linköpings församling, Östergötlands län, var en svensk byggmästare i Linköping.
Bragner var far till byggmästaren Petter Bragner.

## Utförda arbeten (urval)
- Järstads kyrka (1741).[3]
- Ledbergs kyrka (1745).[4]
- Vikingstads kyrka (1745).[5]
- Brunneby kyrka (1747).[6]
- Kristbergs kyrka (1748).[7]